# ألكساندرينا كابرال
ألكساندرينا كابرال مواليد 5 مايو 1986 في لشبونة، هي لاعبة كرة يد برتغالية تلعب كظهير أيسر. مثلت كل من منتخب البرتغال لكرة اليد للسيدات ومنتخب إسبانيا لكرة اليد للسيدات. شاركت في دورة الألعاب الأولمبية الصيفية سنة 2016. حققت المركز الثاني في بطولة أوروبا لكرة اليد للسيدات 2014.

## سجل المنافسة
شاركت في البطولات التالية:
- الألعاب الأولمبية الصيفية 2016
- بطولة العالم لكرة اليد للسيدات 2013
- بطولة العالم لكرة اليد للسيدات 2015
- بطولة أوروبا لكرة اليد للسيدات 2012
- بطولة أوروبا لكرة اليد للسيدات 2014

## الميداليات
| الميدالية | المسابقة                            |
| --------- | ----------------------------------- |
| فضية      | بطولة أوروبا لكرة اليد للسيدات 2014 |

## روابط خارجية
- ألكساندرينا كابرال على موقع الاتحاد الدولي لكرة اليد (الإنجليزية)
- ألكساندرينا كابرال على موقع الاتحاد الأوروبي لكرة اليد (الإنجليزية)
- ألكساندرينا كابرال على موقع اللجنة الأولمبية الدولية (الإنجليزية)
- ألكساندرينا كابرال على موقع أوليمبيديا (الإنجليزية)
- ألكساندرينا كابرال على موقع اللجنة الأولمبية الإسبانية (الإسبانية)